# 有馬町
有馬町（ありまちょう）は、神戸市北区の町丁。郵便番号は651-1401。
本項では本町丁の前身にあたる有馬郡湯山町（ゆやまちょう）、有馬町（ありまちょう）についても記す。
古代から一貫して温泉地・湯治場として繁栄し、かつては豊臣秀吉も頻繁に訪ねた。日本三古湯の一つに数えられる。関西各地からの交通も整備されており、現在でも京阪神の主要な温泉地である。

## 地理
神戸市北区の南東端、六甲山の北、有馬温泉の一帯にあたる。北で山口町山口・山口町香花園・山口町中野、東で山口町船坂、西で有野町唐櫃、南で灘区六甲山町・東灘区本山町森・芦屋市奥山に接する。

### 山岳
- 六甲山
- 湯槽屋山
- 灰形山
- 落葉山
- 愛宕山
- 射場山

### 河川
- 有馬川
- 瑞宝寺谷
- 滝川

### 滝
- 滑滝
- 白石滝
- 蟇滝

## 歴史

### 古代
当地の名前は奈良時代から見られる。当時は有馬と表記された。古代より温泉地として知られ、舒明天皇や孝徳天皇、藤原道長も訪れたと伝えられる。有馬山は短歌にも度々登場し、万葉集や後拾遺集などでその名が確認できる。

### 中世
鎌倉時代になって有馬と表記されるようになった。古代から中世に入っても温泉地としての繁栄は続いた。この頃の有馬は湯山とも呼ばれ、戦国時代には湯山村と呼称された。天文8年に三好宗三がこの地に立てこもり合戦の舞台となったが、戦国末期には羽柴秀吉の領地となった。天正13年には秀吉が訪れ戦火と慶長元年の地震で破壊された温泉や寺を修復し、これは後に江戸期の有馬温泉の栄華に繋がる。秀吉は当地でしばしば湯治の傍ら茶会を催し、天正18年には千利休らも招いたと伝わる。現在も特産品として作られ続けている有馬籠や有馬筆の生産は、桃山時代に秀吉が広めた茶の湯に関連して始まった。

### 近代・現代
明治29年に湯山町から改称して有馬町が誕生した。明治中期には旅館が大小70軒、ホテルが3軒存在しており、既に保養地となっていたことが伺える。明治8年には炭酸泉が見つかり、サイダーの製造や炭酸泉浴場に利用された。大正4年に有馬軽便鉄道、昭和3年に神戸電鉄有馬線が開業した。ただし有馬軽便鉄道は国有化ののち戦時中の昭和18年に廃止されている。神戸市編入は昭和22年。昭和45年には六甲有馬ロープウェーが開業した。

### 沿革
- 幕末 - 有馬郡湯山町が存在。「旧高旧領取調帳」の記載によると幕府領。
- 慶応4年2月2日（1868年2月24日） - 兵庫裁判所の管轄となる。
- 慶応4年5月23日（1868年7月12日） - 兵庫裁判所の管轄地域が兵庫県の管轄となる。
- 明治4年11月20日（1871年12月31日） - 兵庫県の管轄となる。
- 1889年（明治22年）4月1日 - 町村制の施行により、近世以来の有馬郡湯山町が単独で自治体を形成。
- 1896年（明治29年）6月15日 - 有馬郡湯山町が改称して有馬町となる。
- 1947年（昭和22年）3月1日 - 神戸市に編入。同市兵庫区の大字となる。
- 1973年（昭和48年）8月1日 - 兵庫区の分割により、神戸市北区の大字となる。

### 地名の由来
「新　神戸の町名」（1996）ではアリが山、マが土地を表し「山間の土地」の意味であるというのが通説だと紹介する一方、「荒れた土地」あるいは「新しく開いたばかりの土地」を意味するという説や、アイヌ語で燃えた土地を意味するという説も併せて紹介されている。

## 世帯数と人口
2021年（令和3年）12月31日現在の世帯数と人口は以下の通りである。
| 町丁   | 世帯数    | 人口    |
| ------ | --------- | ------- |
| 有馬町 | 1,038世帯 | 1,404人 |

## 小・中学校の学区
市立小・中学校に通う場合、学区は以下の通りとなる。
| 番地 | 小学校             | 中学校             |
| ---- | ------------------ | ------------------ |
| 全域 | 神戸市立有馬小学校 | 神戸市立有馬中学校 |

## 交通

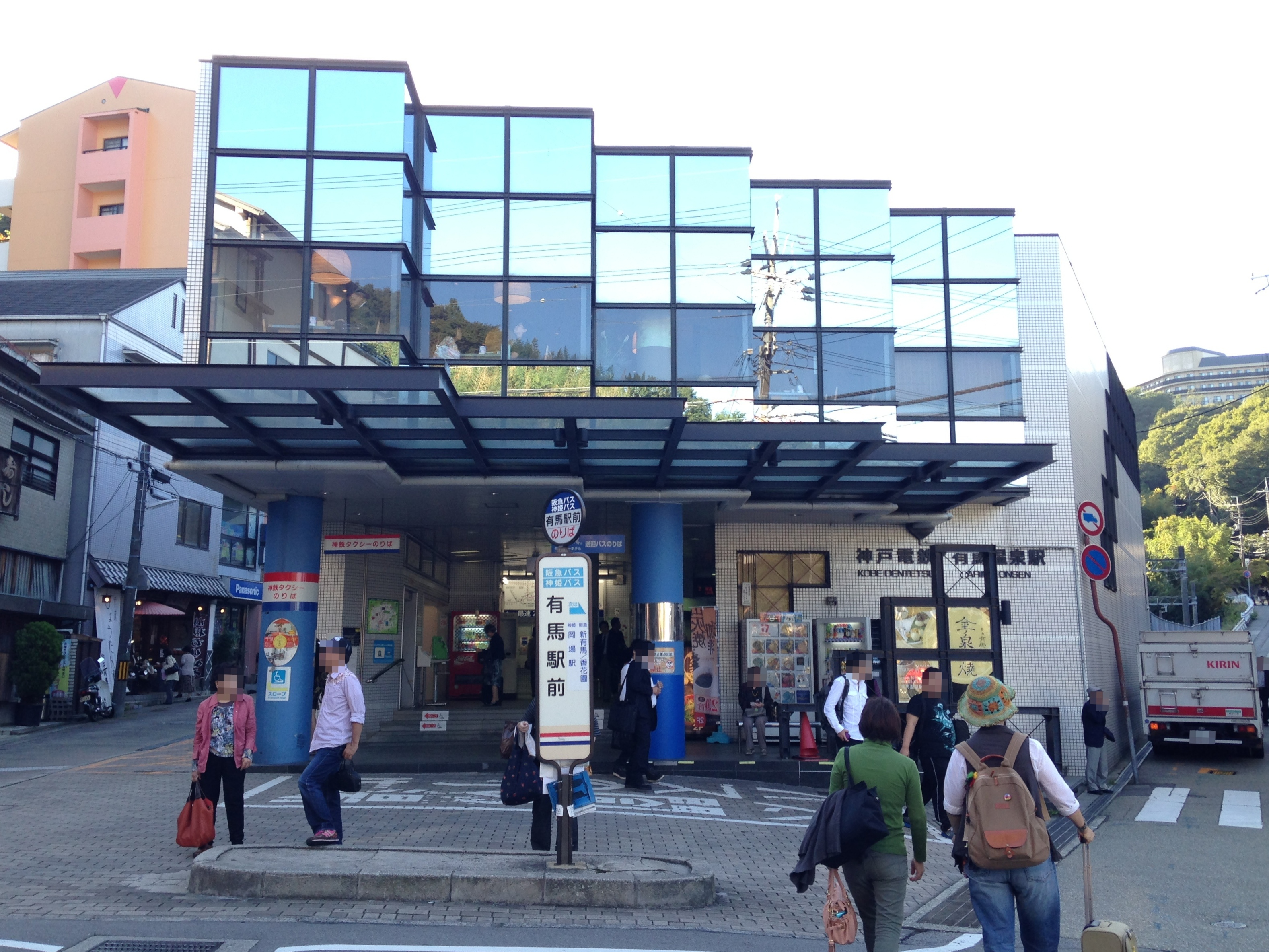
有馬温泉駅

### 鉄道路線
- 神戸電鉄
  - 有馬線
    - 有馬温泉駅
- 六甲有馬ロープウェー
  - 裏六甲線
    - 有馬温泉駅

大正4年から昭和18年までは前述の有馬軽便鉄道の有馬駅が所在した。

### バス
阪急バス

### 道路
- 芦有ドライブウェイ
- 兵庫県道51号宝塚唐櫃線
- 兵庫県道98号有馬山口線
- 兵庫県道506号市野瀬有馬線

## 施設

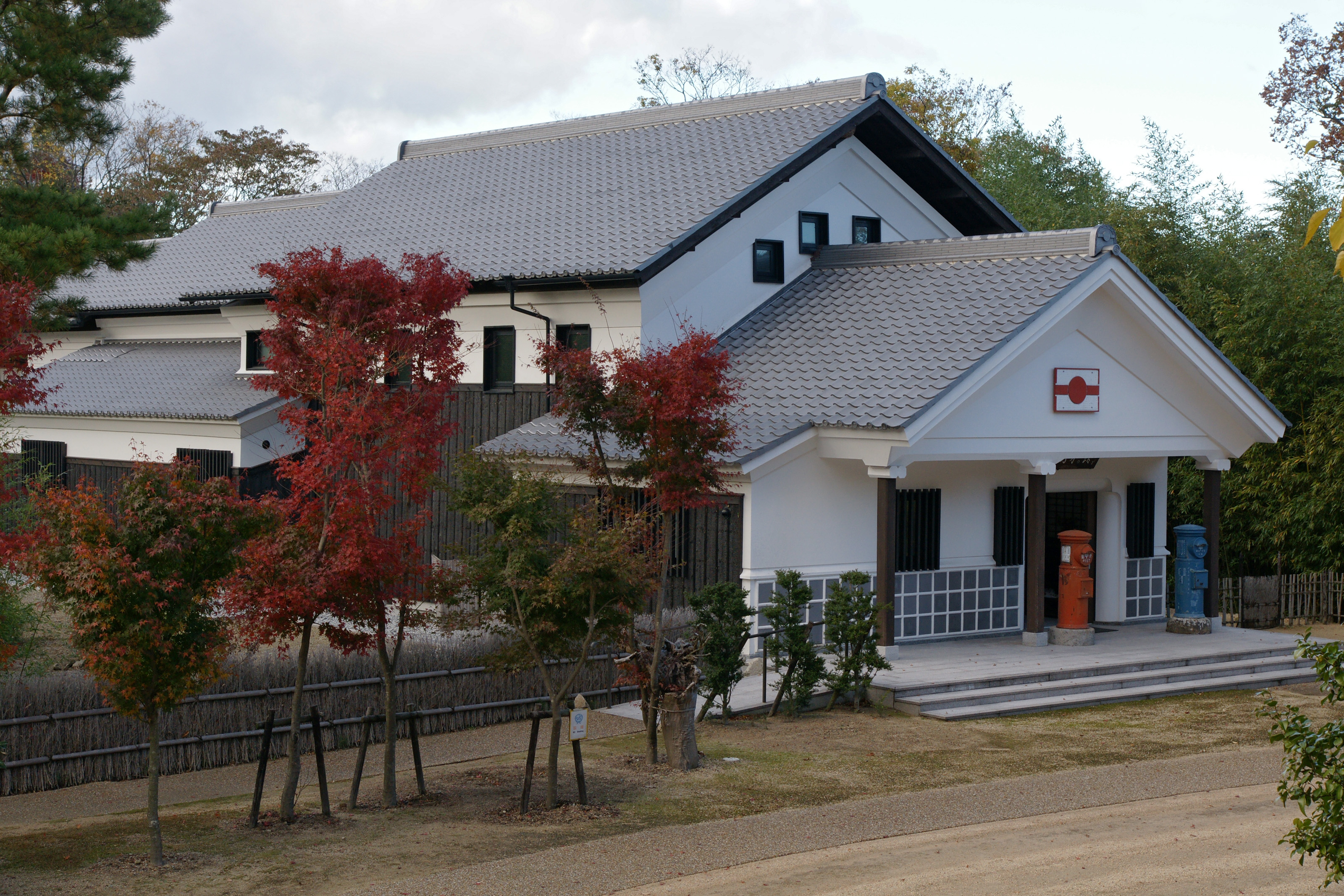
有馬切手文化博物館

- 神戸市立有馬小学校
- 有馬郵便局
- 神戸市立有馬地域福祉センター
- 有馬切手文化博物館
- 石倉公園
- 石倉小公園
- 瑞宝寺公園
- 鼓ヶ滝公園
- 愛宕山公園
- 有馬温泉病院